# Bartók (cràter)
Bartók és un cràter d'impacte en el planeta Mercuri de 118 km de diàmetre. Porta el nom del compositor hongarès Béla Bartók (1881-1945), i el seu nom va ser aprovat per la Unió Astronòmica Internacional el 1979.